# Dům čp. 258 (Štramberk)
Dům čp. 258 stojí na ulici Dolní Bašta ve Štramberku v okrese Nový Jičín. Roubený dům byl postaven v polovině 19. století. Byl zapsán do Ústředního seznamu kulturních památek ČR před rokem 1988 a je součástí městské památkové rezervace.

## Historie
Podle urbáře z roku 1558 bylo na náměstí postaveno původně 22 domů s dřevěným podloubím, kterým bylo přiznáno šenkovní právo, a sedm usedlých na předměstí. Uprostřed náměstí stál pivovar. V roce 1614 je uváděno 28 hospodářů, fara, kostel, škola a za hradbami 19 domů. Za panování jezuitů bylo v roce 1656 uváděno 53 domů. První zděný dům čp. 10 byl postaven na náměstí v roce 1799. V roce 1855 postihl Štramberk požár, při němž shořelo na 40 domů a dvě stodoly. V třicátých letech 19. století stálo nedaleko náměstí ještě dvanáct dřevěných domů.
Původní roubený dům čp. 258 byl postaven na počátku 19. století. V osmdesátých letech 20. století byl modernizován. Objekt byl příkladem původní předměstské zástavby ve Štramberku.

## Stavební podoba
Dům je přízemní roubená stavba na obdélném půdorysu, je orientován dochovanou jižní roubenou štítovou stranou k údolí. Dispozice je trojdílná se síní, jizbou a komorou. Jižní průčelí je roubené z hrubě otesaných kuláčů a zbytek stavby je zděný. Dům je postaven na vysoké omítané kamenné podezdívce, která vyrovnává svahovou nerovnost, je podsklepen. Roubené štítové průčelí má tři kaslíková okna. Štít průčelí je trojúhelníkový svisle bedněný, s oknem, polovalbou ve vrchu a podlomenicí v patě štítu. Střecha je sedlová polovalbová, krytá eternitem. Zděný štít má dvě okna, polovalbu a podlonenici. Zděná část je částečně zapuštěna do svahu.